# Citroën C4 (2020)
La terza generazione della Citroën C4 (nota come C4 III o C4 Mk3) è un'autovettura di segmento C prodotta dalla casa automobilistica francese Citroën dal 2020.

## Profilo e contesto

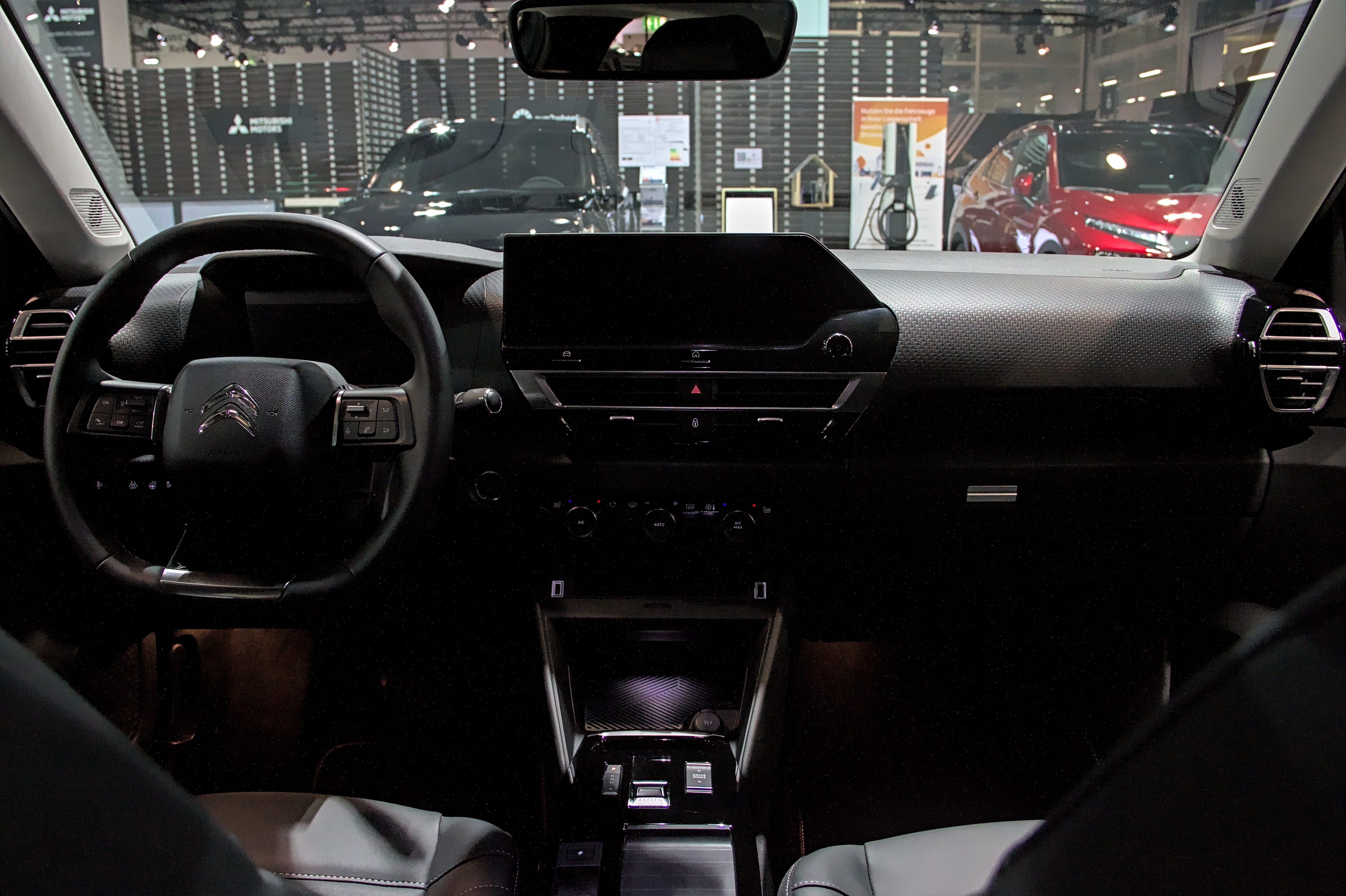
Interni

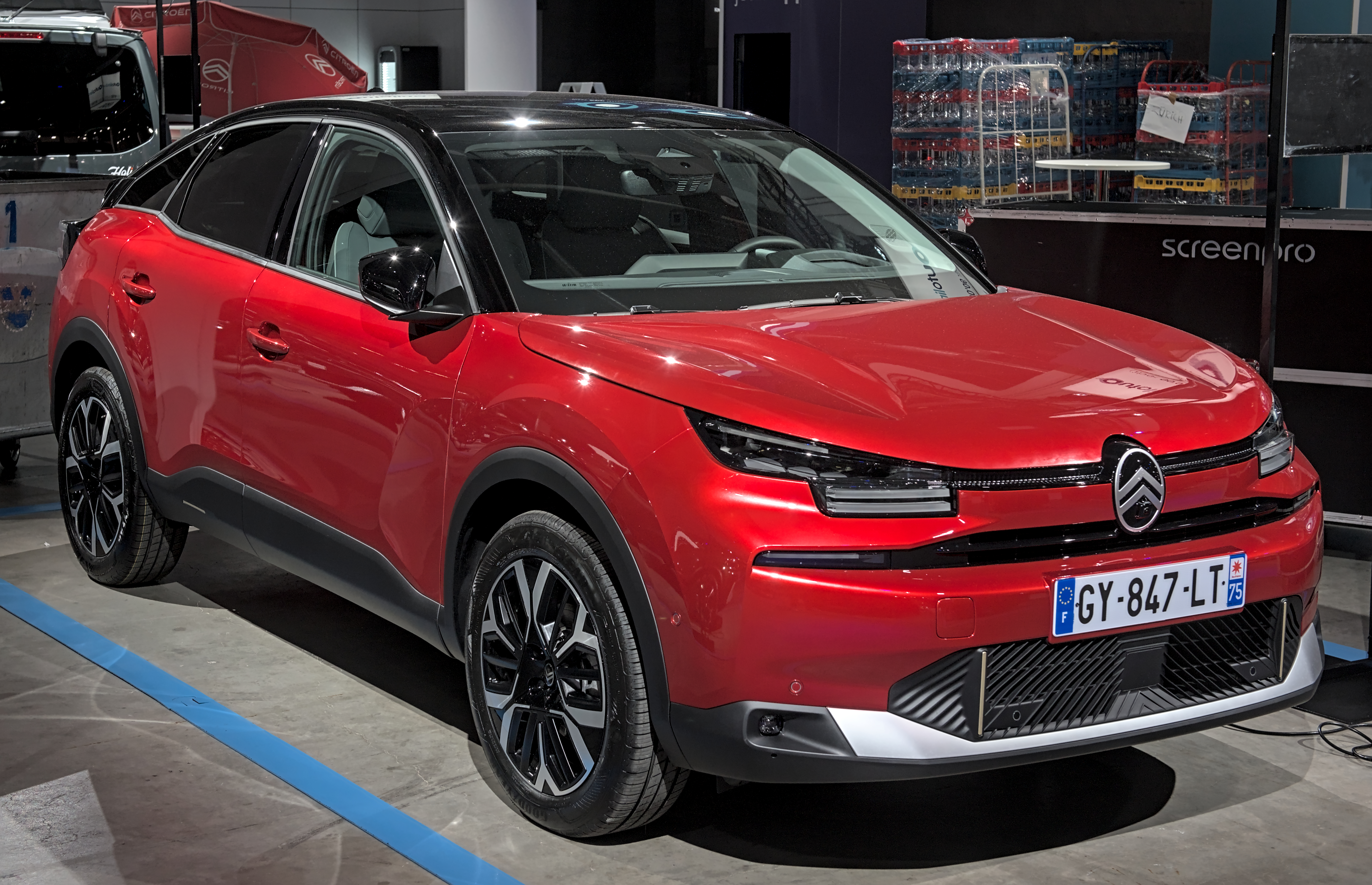
Restyling 2024

La vettura è stata annunciata ufficialmente il 16 giugno 2020 e la presentazione è avvenuta il 30 giugno 2020. Il veicolo doveva debuttare al Salone di Parigi 2020, cancellato a causa dell'epidemia di COVID-19. 
La C4 di terza generazione oltre alla precedente C4 II, va a sostituire anche la C4 Cactus. L'autovettura, rispetto alla precedente che aveva una impostazione da classica berlina due volumi, presenta una carrozzeria crossover rialzata con il tetto in stile fastback coupé. Il design della vettura inoltre presenta alcuni elementi che richiamano la Citroën GS/GSA, come il lunotto posteriore.
Dal punto di vista tecnico, la terza generazione della Citroën C4 si basa sulla piattaforma CMP, la stessa della Peugeot 208 II ma con il passo allungato. Per la prima volta la C4 viene commercializzata anche in una variante completamente elettrica chiamata ë-C4, dotata di una batteria da 52 kWh che le garantisce 350 km di autonomia e che monta lo stesso motore della Peugeot e208 da 136 CV e 260 Nm di coppia.

## Descrizione

### Design
Il design esterno è, come di consueto per la casa francese, molto personale. Il frontale riprende le linee del concept Citroën 19_19, come le cromature che creano una "x" che incorporano il logo. I fari anteriori, come per le altre auto del marchio, sono sviluppati su tre altezze. Nella parte alta, due linee a led divise a metà, svolgono la funzione sia di luce diurna sia di indicatore di direzione. Subito sotto abbiamo il faro principale full-led, il quale incorpora sia l'anabbagliante che l'abbagliante e nel lato più interno la seconda linea led che incorpora le stesse funzioni della precedente. Nella parte bassa, invece si collocano i due faretti sempre a led con funzione di luce di svolta e di faro fendinebbia i quali sono circondati da cornici colorate. Al centro, ci sono due feritoie utili al raffreddamento con una mascherina in plastica con un trama ricorda il Double Chevron, ed è presente anche il radar per i sistemi di ausilio alla guida ADAS. La fiancata è caratterizzata, dal tetto ovvero la parte che ricorda di più la GS/GSA degli anni settanta e dagli Airbump che vengono ridimensionati e portati nella parte bassa. Il posteriore presenta un lunotto sdoppiato e dai fari posteriori che ricordano anche qui lo stile del concept citato in precedenza. 
L'interno, viene rinnovato, portando un strumentazione completamente digitale (un piccolo schermo retroilluminato da 5.5" per il guidatore e uno schermo da 10" per l'infotaiment), mantenendo comunque dei controlli fisici per il climatizzatore, viene adottato un nuovo volante con comandi integrati di forma squadrata e per il passeggero viene creato un "porta-tablet" estraibile. I materiali utilizzati sono plastica dura per la parte bassa e gomma per la parte alta. I sedili sono disponibili con diverse combinazioni di materiali, adottando come quasi tutte le Citroën, la tecnologia "Advance Comfort" dove vengono utilizzati due tipi di schiuma per l'imbottitura.

### Allestimenti
Gli allestimenti disponibili al lancio sono 4 ovvero Live Pack, Feel, Feel pack e Shine.

### Meccanica e tecnologia
La C4 di terza serie adotta come base meccanica la piattaforma CMP, la stessa usata su 208 e Corsa, ma con passo allungato per poter rientrare nel segmento C. Lo schema sospensivo è composto da un semplice ed economico MacPherson all'anteriore e un ponte torcente al posteriore. A differenza degli altri marchi del gruppo franco-tedesco, al posto dei tradizionali ammortizzatori vengono utilizzati degli ammortizzatori denominati "Progressive Hydraulic Cushion" i quali utilizzano degli smorzatori idraulici progressivi in fase di compressione e di estensione.
I motori che equipaggiano questo modello sono sia termici che elettrici. I motori termici a benzina sono i 1.2 PureTech in versione Turbo con tre livelli di potenza da 100, 130 e 155CV con trasmissione manuale a 6 marce per i primi due e con l'automatico EAT8 solo per i PureTech 130 e 155. I diesel sono i 1.5 BlueHDi, anche loro disponibili in due livelli di potenza ovvero da 110 e 130 CV. A differenza del benzina, il cambio manuale a 6 marce è disponibile solo per il motore d'ingresso mentre l'automatico a 8 rapporti EAT8 per la versione più potente da 130 CV. 
La versione elettrica, denominata ë-C4, essendo basata sulla piattaforma CMP utilizza lo stesso powertrain di e-208 composta da un motore elettrico anteriore da 136 CV e 300 Nm (disponibile solo la trazione anteriore) collegato a un riduttore e a una batteria da 50 kW nominali, che utilizza una tensione a 400 V. Questo schema garantisce un'autonomia dichiarata secondo il ciclo Wltp di 354 km con delle ricariche che possono essere effettuate in corrente alternata e in corrente continua fino a un massimo di 100 kW con un tempo che va dalle 31h (corrente alternata a 7,4 kW da 8 A con presa domestica) fino a 30 min per le ricariche ad alta potenza da 100 kW. Nel 2023, viene aggiunto e aggiornato il powertrain elettrico, dove viene aumentata la potenza, portata a 156 CV e viene aumentata anche la capacità della batteria la quale arriva fino a 54,6 kW mantenendo comunque la stessa tensione. Con questi aggiornamenti l'autonomia arriva a 400 km.

## Riepilogo caratteristiche
| Modello                   | Anni di produzione     | Motore           | Potenza CV (kW)/rpm | Coppia Nm/rpm    | Trasmissione                 | Massa (kg)       | Accelerazione (s) | Velocità massima (km/h) | Consumo (l/100 km) | Emissioni (g/km) |
| Motori a benzina          | Motori a benzina       | Motori a benzina | Motori a benzina    | Motori a benzina | Motori a benzina             | Motori a benzina | Motori a benzina  | Motori a benzina        | Motori a benzina   | Motori a benzina |
| ------------------------- | ---------------------- | ---------------- | ------------------- | ---------------- | ---------------------------- | ---------------- | ----------------- | ----------------------- | ------------------ | ---------------- |
| 1.2 PureTech 100 S&S MT6  | dal 02/2020            | EB2ADTD          | 100 (74)/5500       | 205/1750         | Manuale a 6 rapporti         | 1284             | 12                | 184                     | 6,0                | 116              |
| 1.2 PureTech 130 S&S MT6  | dal 07/2020            | EB2DTS           | 130 (96)/5500       | 230/1750         | Manuale a 6 rapporti         | 1322             | 8,9               | 200                     | 5,7                | 120              |
| 1.2 PureTech 130 EAT8 S&S | dal 07/2020            | EB2DTS           | 130 (96)/5500       | 230/1750         | Automatico a 8 rapporti EAT8 | 1353             | 9,4               | 200                     | 6,3                | 131              |
| 1.2 PureTech 155 EAT8 S&S | dal 10/2020 al 12/2021 | EB2ADTX          | 155 (114)/5500      | 240/1750         | Automatico a 8 rapporti EAT8 | 1374             | 8,9               | 208                     | 6,1                | 135              |
| Motori a gasolio          |                        |                  |                     |                  |                              |                  |                   |                         |                    |                  |
| 1.5 BlueHDi 110 S&S MT6   | dal 10/2020 al 01/2023 | DV5              | 110 (81)/3750       | 250/1750         | Manuale a 6 rapporti         | 1260             | 10,5              | 193                     | 4,6                | 114              |
| 1.5 BlueHDi 130 EAT8 S&S  | dal 07/2022            | DV5RC            | 130 (96)/3750       | 300/1750         | Automatico a 8 rapporti EAT8 | 1399             | 9,5               | 206                     | 4,8                | 120              |
| Motori elettrici          |                        |                  |                     |                  |                              |                  |                   |                         |                    |                  |
| ë-C4                      | dal 2021               | -                | 136 (100)/0         | 300/3674         | Riduttore a rapporto fisso   | 1561             | 10                | 150                     | -                  | -                |
| ë-C4                      | dal 07/2023            | -                | 156 (115)/0         | 260              | Riduttore a rapporto fisso   | 1636             | 9,2               | 150                     | -                  | -                |

### Tempi di ricarica[8]
| Tipo di ricarica                 | Tempo di ricarica (0-100%) |
| -------------------------------- | -------------------------- |
| Presa domestica (8A)             | 31 ore                     |
| Wallbox da 7,4 kW monofase (32A) | 7 ore e 30 minuti          |
| Wallbox da 11 kW trifase (32A)   | 5 ore                      |
| Super Charger 100 kW             | 30 minuti                  |